# Бабак Іван Іванович
Іва́н Іва́нович Баба́к (нар. 23 березня 1923, с. Великий Букрин, Миронівський район, Київська область) — український військовик, генерал-майор танкових військ, учасник другої світової війни.

## Життєпис
Народився в селі Великий Букрин Миронівського району Київської області. Мама рано пішла з життя, трьох дітей виховував батько. Червнем 1941 року закінчив Ржищівське педагогічне училище, здобувши професію вчителя української мови та літератури.
22 червня 1941 року добровольцем записався до лав Червоної Армії, 23 червня направлений у Київське танко-технічне училище імені С. К. Тимошенка. Брав участь в обороні Києва.
Літом 1943 року прискорено закінчив навчання, у складі 25-го танкового корпусу брав участь у боях на Курській дузі, тричі поранений, тривалий час був на лікуванні. У госпіталі отримав першу нагороду — медаль «За відвагу».
Після одужання воював на Ленінградському фронті, брав участь в боях за Нарву, на території Естонії — у 1944—1945 роках. У складі 45-го гвардійського танкового полку служив заступником командира роти Т-34 з технічної частини, двічі поранений.
Згодом став командиром танкової роти, брав участь у боях за Сааремаа і островів Моонзундського архіпелагу. Війну закінчив у званні старшого лейтенанта в Таллінні.
За звільнення Нарви отримав другу медаль «За відвагу», за Талліннську операцію — орден Червоної Зірки.
1955 року закінчив інженерно-танковий факультет Військової ордена Леніна академії бронетанкових і механізованих військ РСЧА імені Й. В. Сталіна. Служив у Сибіру, НДР, брав участь в арабо-ізраїльській війні (1967—1970) як військовий радник. З 1965 року по 1975-й в Хмельницькому служив на посаді заступника командира 17-ї гвардійської мотострілецької дивізії з технічних питань.
Є ініціатором, конструктором та виробником танка-пам'ятника марки Т-34-76-85, що у квітні 1967 року був встановлений біля Будинку офіцерів у Хмельницькому.
Звільнившись з військової служби працював заступником начальника облуправління «Хмельницькавтотехобслуговування», заступником начальника обласного об'єднання автостанцій з безпеки дорожнього руху. Брав участь у будівництві Хмельницької автостанції № 1, реконструкції автостанцій № 2 і № 3.
Займається громадською діяльністю і військово-патріотичним вихованням молоді. Є членом обласної та міської рад організації ветеранів України, правління міського товариства інвалідів другої світової війни та Збройних сил. Почесний голова ветеранської організації 17-ї гвардійської мотострілецької дивізії, член рад музеїв 17-ї гвардійської мотострілецької дивізії й Героя Радянського Союзу Володимира Вайсера.
Є автором книги спогадів «С уважением к прожитому. Воспоминания танкиста». Малює, написав понад 200 картин. Частина колекції побувала на двох персональних художніх виставках у Хмельницькому музеї.
З дружиною виховали двох доньок.
Нагороджений орденами Богдана Хмельницького, Вітчизняної війни І ступеню, Знаком Пошани, медалями «За бойові заслуги», «За оборону Києва», загалом 40 урядових нагород. Почесний ветеран України, Почесний громадянин Хмельницького.